# Paolo Soleri
Paolo Soleri (Turim, 21 de junho de 1919 – 9 de abril de 2013) foi um arquiteto italo-americano. Foi professor na Faculdade de Arquitetura da Universidade do Arizona.

## Arcosanti
Seu maior projeto é o Arcosanti, uma comunidade planejada para 5.000 pessoas, em construção desde 1970. O projeto é baseado nos conceitos de Arcologia, arquitetura com ecologia. Arcologia é uma cidade hiperdensa projetada para maximizar a interação humana; maximizar o acesso à infra-estrutura compartilhada como água e esgoto; minimizar o uso de energia, matérias-primas e da terra; reduzir o desperdício e poluição do ambiente e permitir interação com o ambiente natural ao redor.
Desde 1970, mais de 6000 pessoas participaram da construção de Arcosanti. Seu grupo de filiação internacional é chamado de Arcosanti Arcology Network.

## Prêmios
Soleri já recebei bolsas da Graham Foundation e da Fundação Guggenheim (1964, Architecture, Planning, & Design ).
  Já recebeu diversos prêmios de design ao redor do mundo:
- 2006 - Cooper Hewitt National Design Award pelo conjunto da obra
- 2000 - Leone d'oro na Mostra di Architettura di Venezia (Bienal de Arquitetura de Veneza) pelo conjunto da obra
- 1984 - Medalha de Prata da Academia de Arquiteturas de Paris
- 1981 - Medalha de Ouro na World Biennieal of Architecture em Sofia, Bulgária
- 1963 - American Institute of Architects Gold Medal for Craftmanship